# Stranger Things (2. évad)
A Stranger Things című amerikai sci-fi-horror televíziós sorozat második évadját 2017. október 27-én mutatta be a Netflix. A sorozatot a Duffer testvérek alkották meg és vezető produceri feladatkört is elláttak, Shawn Levy, Dan Cohen és Iain Paterson mellett.
Az évad főbb szerepeiben Winona Ryder, David Harbour, Finn Wolfhard, Millie Bobby Brown, Gaten Matarazzo, Caleb McLaughlin, Noah Schnapp, Sadie Sink, Natalia Dyer, Charlie Heaton, Joe Keery, Dacre Montgomery, Cara Buono, Sean Astin és Paul Reiser látható. Brett Gelman, Linnea Berthelsen, Matthew Modine és Priah Ferguson mellékszereplőként tűnik fel.

## Szereplők

### Főszereplők
| Színész            | Karakter         | Magyar szinkronhang |
| ------------------ | ---------------- | ------------------- |
| Winona Ryder       | Joyce Byers      | Zsigmond Tamara     |
| David Harbour      | Jim Hopper       | Debreczeny Csaba    |
| Finn Wolfhard      | Mike Wheeler     | Kretz Boldizsár     |
| Millie Bobby Brown | Tizenegy         | Vida Sára           |
| Gaten Matarazzo    | Dustin Henderson | Kálmán Barnabás     |
| Caleb McLaughlin   | Lucas Sinclair   | Tóth Márk           |
| Noah Schnapp       | Will Byers       | Mayer Marcell       |
| Sadie Sink         | Max Mayfield     | Stern Hanna         |
| Natalia Dyer       | Nancy Wheeler    | Andrusko Marcella   |
| Charlie Heaton     | Jonathan Byers   | Márkus Sándor       |
| Joe Keery          | Steve Harrington | Ágoston Péter       |
| Dacre Montgomery   | Billy Hargrove   | Novkov Máté         |
| Cara Buono         | Karen Wheeler    | Söptei Andrea       |
| Sean Astin         | Bob Newby        | Kerekes József      |
| Paul Reiser        | Sam Owens        | Csankó Zoltán       |

### Visszatérő szereplők
| Színész             | Karakter          | Magyar szinkronhang |
| ------------------- | ----------------- | ------------------- |
| Linnea Berthelsen   | Kali              | Dobó Enikő          |
| Joe Chrest          | Ted Wheeler       | Hajdu István        |
| Catherine Curtin    | Claudia Henderson |                     |
| Brett Gelman        | Murray Bauman     |                     |
| Kai L. Greene       | Funshine          |                     |
| Randy Havens        | Scott Clarke      | Dévai Balázs        |
| James Landry Hébert | Axel              |                     |
| Anna Jacoby-Heron   | Dottie            |                     |
| Gabrielle Maiden    | Mick              |                     |
| Rob Morgan          | Powell rendőr     | Nagypál Gábor       |
| John Reynolds       | Callahan rendőr   |                     |
| Chelsea Talmadge    | Carol             |                     |
| Matthew Modine      | Martin Brenner    | Hirtling István     |

## Epizódok
| Sor. | Év. | Cím                                                                                 | Rendező          | Író                  | Premier                            |
| ---- | --- | ----------------------------------------------------------------------------------- | ---------------- | -------------------- | ---------------------------------- |
| 9.   | 1.  | Első fejezet: MADMAX (Chapter One: MADMAX)                                          | Duffer testvérek | Duffer testvérek     | 2017. október 27. 2019. július 26. |
| 10.  | 2.  | Második fejezet: Tréfát vagy édességet, idióta (Chapter Two: Trick or Treat, Freak) | Duffer testvérek | Duffer testvérek     | 2017. október 27. 2019. július 26. |
| 11.  | 3.  | Harmadik fejezet: Az ebihal (Chapter Three: The Pollywog)                           | Shawn Levy       | Justin Doble         | 2017. október 27. 2019. július 26. |
| 12.  | 4.  | Negyedik fejezet: A bölcs Will (Chapter Four: Will the Wise)                        | Shawn Levy       | Paul Dichter         | 2017. október 27. 2019. július 26. |
| 13.  | 5.  | Ötödik fejezet: Dig Dug (Chapter Five: Dig Dug)                                     | Andrew Stanton   | Jessie Nickson-Lopez | 2017. október 27. 2019. július 26. |
| 14.  | 6.  | Hatodik fejezet: A kém (Chapter Six: The Spy)                                       | Andrew Stanton   | Kate Trefry          | 2017. október 27. 2019. július 26. |
| 15.  | 7.  | Hetedik fejezet: Az elveszett nővér (Chapter Seven: The Lost Sister)                | Rebecca Thomas   | Justin Doble         | 2017. október 27. 2019. július 26. |
| 16.  | 8.  | Nyolcadik fejezet: Az agyszívó (Chapter Eight: The Mind Flayer)                     | Duffer testvérek | Duffer testvérek     | 2017. október 27. 2019. július 26. |
| 17.  | 9.  | Kilencedik fejezet: A kapu (Chapter Nine: The Gate)                                 | Duffer testvérek | Duffer testvérek     | 2017. október 27. 2019. július 26. |